# Fold (функція вищого порядку)
У функційному програмуванні термін fold (також відомий як reduce, accumulate, aggregate, compress або inject) позначає сімейство функцій вищого порядку, які аналізують рекурсивну структуру даних і за допомогою заданої операції об’єднання рекурсивно обробляють її складові частини, поступово формуючи значення, що повертається. Зазвичай fold отримує на вхід функцію-об'єднувач, вузол структури даних (наприклад, верхній елемент дерева), а також, можливо, деякі значення за замовчуванням, які використовуються в певних умовах. Потім fold систематично поєднує елементи ієрархії структури даних, використовуючи цю функцію.
Fold певною мірою є дуальним до unfold, яка бере початкове значення і застосовує функцію корекурсивно для поступової побудови корекурсивної структури даних. У той час як fold рекурсивно розкладає структуру, замінюючи її результатами застосування функції об'єднання до термінальних значень і результатів рекурсії (це називається катаморфізмом), unfold діє навпаки й реалізує анаморфізм.

## Функція-об'єднувач та початкове значення
- Якщо функція-об'єднувач є несиметричною відносно типів своїх аргументів (наприклад (a → b) → b), тобто тип результату відрізняється від типу елементів структури, то початкове значення є необхідним.
- Якщо функція-об'єднувач є магмою, тобто є симетричною відносно типів своїх аргументів ((a → a) → a), то початкове значення не є необхідним, і замість нього можна використати значення початкового вузла.

## Обхід структури даних
Список — лінійна структура даних, що дозволяє обхід елементів у двох напрямках. Тому існує 2 варіанти функції fold: foldl та foldr.
Для дерев існує декілька варіантів обходу, тому є декілька варіантів функції fold, а також функція-об'єднувач може бути тернарною.